# 萨维利 (科多尔省)
萨维利（法語：Savilly）是法国科多尔省的一个市镇，属于博恩区（Beaune）利耶尔奈县（Liernais）。该市镇总面积8.31平方公里，2009年时的人口为76人。

## 人口
萨维利人口变化图示